# Božidar Finka
Božidar Finka (ur. 19 grudnia 1925 w Sali, zm. 17 maja 1999 w Zagrzebiu) – chorwacki językoznawca. Wniósł wkład w dialektologię chorwacką.
Studiował na Wydziale Filozoficznym Uniwersytetu Zagrzebskiego, gdzie w 1960 roku uzyskał doktorat na podstawie rozprawy pt. Dugootočki čakavski govori.
Początkowo zajmował się zagadnieniami z zakresu terminologii, toponimii i leksykologii. Następnie wniósł wkład w gwaroznawstwo chorwackie. Badał warianty dialektu czakawskiego i inne gwary chorwackie oraz stał się jednym z czołowych chorwackich dialektologów. Jego bibliografia liczy ponad 400 pozycji.
Redagował i współredagował czasopismo „Jezik” i „Hrvatski dialektološki zbornik”.